# Ingrid Vang Nyman
Ingrid Vang Nyman, född Lauridsen den 21 augusti 1916 i Vejen på Jylland, död 13 december 1959 i Köpenhamn, var en dansk illustratör och tecknare främst känd för sina illustrationer av Pippi Långstrump av Astrid Lindgren.

## Biografi
Ingrid Vang Nyman var dotter till arrendatorn Peder Vang Lauridsen och Helga Pedersen. Som liten råkade hon ut för en olycka vilket gjorde henne blind på ena ögat. År 1935 började hon studera på Det Kongelige Danske Kunstakademi i Köpenhamn, men trivdes inte och avbröt studierna efter något år. På konstakademin träffade hon 1937 den svenske målaren och poeten Arne Nyman som hon gifte sig med 1940. Samma år föddes sonen Peder Nyman och paret flyttade 1942 till Stockholm. År 1944 separerade de men Vang Nyman stannade kvar i Stockholm, där hon levde tillsammans med författaren Uno Eng 1944–1946; under dessa år arbetade hon som illustratör för barnböcker och för tidningen Vi samt gav ut litografimappen Barn i öst och väst 1948.
I november 1945 slog Ingrid Vang Nyman igenom med sina illustrationer till Pippi Långstrump. Hon gjorde därefter teckningar till flera andra av Astrid Lindgrens böcker, bland andra bilderboken Känner du Pippi Långstrump? 1947, serieversionen av Pippi samt Kajsa Kavat- och Bullerby-serierna. Hon gjorde även de omfattande illustrationerna till läseboken Nu ska vi läsa som gavs ut på Almqvist & Wiksell/Gebers förlag i tre delar 1948–1949.
Ingrid Vang Nyman flyttade 1954 tillbaka till Danmark och bosatte sig i Köpenhamn. Under sin sista tid var hon ofta sjuk, både fysiskt och psykiskt, och bodde ofta hos släktingar i Danmark. Hon led av depression och begick självmord i december 1959.

## Illustrerade böcker i urval
- Pippi Långstrump, 1945
- Pippi Långstrump går ombord, 1946
- Känner du Pippi Långstrump?, 1947
- Pippi Långstrump i Söderhavet, 1948
- Ivik den faderlöse (text Pipaluk Freuchen), 1945
- Alla vi barn i Bullerbyn (text av Astrid Lindgren), 1946
- Indianhunden (text Anna Ljungner), 1947
- Geir den fredlöse: berättelse från folkvandringstiden (text Bernhard Stokke), 1949
- Kajsa Kavat och andra barn (text Astrid Lindgren), 1950
- Nu ska vi läsa. Första boken (text Stina Borrman), 1948
- Drakfisken (text Pearl Buck), 1953
- Människornas land (text Franz Berliner), postumt utgiven 1967